# Wanfang Data
Wanfang Data (chinesisch 万方数据, Pinyin Wànfāng Shùjù) ist ein chinesisches Portal für wissenschaftliche Publikationen und statistische Daten. Wanfang Data bietet kostenpflichtigen Zugang zu 30 Mio. Zeitschriftenartikeln, 3,15 Mio. Dissertationen und Wirtschaftsstatistiken der VR China seit 1949.
Wanfang ist dem Ministerium für Wissenschaft und Technologie der VR China angegliedert.